# Herbert Adamski
Herbert Adamski   (Berlín, 30 d'abril de 1910 - Soltsy, 11 d'agost de 1941) fou un remer alemany que va competir durant la dècada de 1930.
El 1936 va prendre part en els Jocs Olímpics de Berlín, on guanyà la medalla d'or en la prova del dos amb timoner del programa de rem. Formà equip amb Gerhard Gustmann i Dieter Arend.
En el seu palmarès també destaquen dues medalles en la prova del dos amb timoner al Campionat d'Europa de rem, d'or el 1937, i de plata el 1938.
Va morir en acció de guerra al Front de Rússia durant la Segona Guerra Mundial.